# Slaven Bilić
Slaven Bilić (ur. 11 września 1968 w Splicie) – chorwacki trener piłkarski i piłkarz, który podczas kariery zawodniczej występował na pozycji prawego obrońcy lub stopera.

## Kariera zawodnicza
Z reprezentacją Chorwacji zdobył brązowy medal na mistrzostwach świata w 1998. Był zawodnikiem Hajduka Split (dwukrotnie), niemieckiego Karlsruher SC i angielskich West Hamu United i Evertonu, ale z żadnym z nich – poza półfinałem Pucharu UEFA 1996 z Karlsruher – nie odniósł sukcesów. Piłkarską karierę zakończył w 2001 roku w wieku 33 lat z powodu kontuzji.

### Sukcesy
- półfinał Pucharu Niemiec 1996
- półfinał Pucharu UEFA 1996 z Karlsruher SC
- brązowy medal Mistrzostw Świata we Francji 1998

## Kariera trenerska
Pracę szkoleniową rozpoczął rok później w roli opiekuna chorwackiej drużyny narodowej do lat 21. Po mundialu 2006 zastąpił Zlatko Kranjčara na stanowisku selekcjonera reprezentacji narodowej seniorów. Po Euro 2012 objął funkcję trenera Łokomotiwu Moskwa.

## Życie prywatne
Ukończył studia prawnicze. Zna dobrze język niemiecki, angielski i włoski. Jest rozwiedziony i ma syna urodzonego w 1997 roku oraz córkę, która urodziła się w 2004. Jest gitarzystą w zespole rockowym Rawbau, który nagrał specjalny utwór dla kibiców na mistrzostwa Europy w piłce nożnej w roku 2008.
28 lutego 2008 roku Bilić został ambasadorem dobrej woli UNICEF.

## Odznaczenia
- Order Chorwackiej Koniczyny (1998)[3]